# Playa de La Mofosa
La playa de La Mofosa  se encuentra en el concejo asturiano de Gozón y pertenece a la localidad española de Luanco. Para acceder a esta playa hay que tomar la senda peatonal «Luanco-Moniello-Bañugues». Este comienzo se encuentra en la zona más elevada de Luanco y, pasada la playa de Luanco se asciende por detrás del parque hasta llegar al camino que lleva a la depuradora abandonada. El camino está muy deteriorado y abandonado y llega hasta la citada depuradora cuya balsa rebosa hacia la playa por lo cual no es aconsejable el baño en esta zona.
Sin embargo es una buena zona para acceder a la «punta de Vaca» y practicar la pesca submarina. También es un buen sitio para la pesca recreativa a caña. Otros datos atrayentes son la cercanía de la «senda costera PR-AS 25.1» que va desde Luanco al Cabo de Peñas, un lugar donde practicar la hípica así como la oferta de ocio de Luanco.